# Hillia macrophylla
Hillia macrophylla är en måreväxtart som beskrevs av Paul Carpenter Standley. Hillia macrophylla ingår i släktet Hillia och familjen måreväxter. Inga underarter finns listade i Catalogue of Life.